# Taft, Kalifornien
Taft är en stad (city) i Kern County, i delstaten Kalifornien, USA. Enligt United States Census Bureau har staden en folkmängd på 9 464 invånare (2011) och en landarea på 39,1 km².
Mellan 1997 och 2020 låg det federala fängelset Taft Correctional Institution i de sydvästliga delarna av staden.